# Дзинджоу
 Тази статия е за града в Хубей, Китай.  За града в Ляонин вижте Джин Джоу.  
Дзинджоу е град в Китай. Населението му е 1 154 086 в градската част, а има 5 691 707 жители в по-големия административен район (2010 г.). Градската му площ е 1579 кв. км, а по-големия район е с площ от 14 168 кв. км. Намира се в часова зона UTC+8. Разположен е на река Яндзъ. Средната годишна температура е около 16,5 градуса.